# Acura ARX-06
Der Acura ARX-06 ist ein Prototyp, der 2022 bei Oreca für Sportwagenrennen entwickelt wurde.

## Entwicklungsgeschichte und Technik
Mit dem Acura ARX-01 stieg Honda Performance Development (HPD) 2007 in die American Le Mans Series ein. Seit dieser Rennsaison baute die US-amerikanische Unternehmenstochter der Honda Motor Co. Prototypen für den nordamerikanischen Sportwagensport. Die Renneinsätze übernahmen externe Teams. Das Fahrgestell des ARX-06 fertigte, nach den Regularien der Le Mans Daytona h, der französische Rennwagenbauer Oreca. Das LMDh-Reglement schreibt den Teilnehmern bis auf den Motor Einheitsteile vor. Das Getriebe-Hybrid-System wird von Xtrac bereitgestellt, die integrierte Motor-Generator-Einheit liefert Bosch, die Batterien Williams Advanced Engineering.
Die Techniker von HPD entwickelten einen vorhandenen 2,4-Liter-Sechszylinder-V-Motor mit zwei Turboladern weiter. Dazu Pierre Descamps, Leiter der HPD-Motorabteilung: „Es ist immer noch ein für Honda typischer V6, aber wir haben bei der Teilewahl darauf geachtet, dass sie das Beste aus der einheitlichen elektrischen MGU [Motor Generator Unit = Energierückgewinnungssystem] und dem einheitlichen Batterie-Paket holen können. Unser neuer Antrieb dreht bis 10.000/min und liegt damit an der oberen Grenze des Reglements, damit ist auch der Klang wundervoll.“

## Renngeschichte

### 2023
Sein Debüt gab der Acura ARX-06 mit einem Gesamtsieg beim 24-Stunden-Rennen von Daytona 2023, ein Erfolg, der nachträglich in die Kritik geriet, weil ein Mitarbeiter von Meyer Shank Racing den Reifendruck manipuliert hatte. Das Team konnte den Sieg behalten, verlor aber alle Meisterschaftspunkte.

## Statistik

### Einzelergebnisse in der IMSA WeatherTech SportsCar Championship
| Saison | Team                | Startnummer | Fahrer                                                          | 1   | 2   | 3   | 4   | 5   | 6   | 7   | 8   | 9   | 10  | 11  |
| ------ | ------------------- | ----------- | --------------------------------------------------------------- | --- | --- | --- | --- | --- | --- | --- | --- | --- | --- | --- |
| 2023   | Wayne Taylor Racing | 10          | Filipe Albuquerque Louis Delétraz Brendon Hartley Ricky Taylor  | DAY | SEB | LGB | LSC | WAT | MOS | LIR | ROA | VIR | IND | PLM |
| 2023   | Wayne Taylor Racing | 10          | Filipe Albuquerque Louis Delétraz Brendon Hartley Ricky Taylor  | 2   | DNF | DNF | 4   | DNF | 2   |     | 3   |     | 5   | DNF |
| 2023   | Meyer Shank Racing  | 60          | Tom Blomqvist Colin Braun Hélio Castroneves Simon Pagenaud      | DAY | SEB | LGB | LSC | WAT | MOS | LIR | ROA | VIR | IND | PLM |
| 2023   | Meyer Shank Racing  | 60          | Tom Blomqvist Colin Braun Hélio Castroneves Simon Pagenaud      | 1   | 21  | 6   | 6   | 3   | 1   |     | 2   |     | 6   | 1   |
| 2024   | Wayne Taylor Racing | 10          | Filipe Albuquerque Marcus Ericsson Brendon Hartley Ricky Taylor | DAY | SEB | LGB | LSC | DET | WAT | MOS | ROA | VIR | IND | PLM |
| 2024   | Wayne Taylor Racing | 10          | Filipe Albuquerque Marcus Ericsson Brendon Hartley Ricky Taylor | DNF | 5   | 8   | 6   | 1   | DNF |     | 3   |     | 4   | DNF |
| 2024   | Wayne Taylor Racing | 40          | Jenson Button Louis Delétraz Colton Herta Jordan Taylor         | DAY | SEB | LGB | LSC | DET | WAT | MOS | ROA | VIR | IND | PLM |
| 2024   | Wayne Taylor Racing | 40          | Jenson Button Louis Delétraz Colton Herta Jordan Taylor         | 3   | 1   | DNF | 4   | 5   | 4   |     | 8   |     | 11  | 7   |
| 2025   | Meyer Shank Racing  | 60          | Tom Blomqvist Colin Braun Scott Dixon Felix Rosenqvist          | DAY | SEB | LGB | LSC | DET | WAT | MOS | ROA | VIR | IND | PLM |
| 2025   | Meyer Shank Racing  | 60          | Tom Blomqvist Colin Braun Scott Dixon Felix Rosenqvist          | 2   | 10  | 9   | 11  | 6   | 1   |     | 7   |     |     |     |
| 2025   | Meyer Shank Racing  | 93          | Kakunoshin Ohta Alex Palou Renger van der Zande Nick Yelloly    | DAY | SEB | LGB | LSC | DET | WAT | MOS | ROA | VIR | IND | PLM |
| 2025   | Meyer Shank Racing  | 93          | Kakunoshin Ohta Alex Palou Renger van der Zande Nick Yelloly    | 15  | 3   | 11  | 5   | 1   | 6   |     | 3   |     |     |     |